# Hits (Joni Mitchell-album)
 For alternative betydninger, se Hits. (Se også artikler, som begynder med Hits)
Hits  er Joni Mitchells første opsamlingsalbum (attende i alt), som blev udgivet i 1996. Det indeholder femten af hendes mest populære sange fra perioden 1969 til 1991. 
Samtidig med dette album blev også udsendt Misses, der ligeledes er et opsamlingsalbum, men indeholder numre, der ikke i samme grad blev populære.

## Numre
Alle  numre er skrevet af Joni Mitchell (bortset fra "Unchained Melody", der er skrevet af Alex North og Hy Zaret).
| Nr. | Titel                            | Længde | Oprindeligt album    | Udgivelsesår | Bemærkninger                                                       |
| --- | -------------------------------- | ------ | -------------------- | ------------ | ------------------------------------------------------------------ |
| 1   | "Urge for Going"                 | 5:05   | -                    | 1972         | Kun udsendt på single, bagside til "You Turn Me on I'm Your Radio" |
| 2   | "Chelsea Morning"                | 2:31   | Clouds               | 1969         |                                                                    |
| 3   | "Big Yellow Taxi"                | 2:14   | Ladies of the Canyon | 1970         | Udsendt på single                                                  |
| 4   | "Woodstock"                      | 5:27   | Ladies of the Canyon | 1970         |                                                                    |
| 5   | "The Circle Game"                | 4:51   | Ladies of the Canyon | 1970         |                                                                    |
| 6   | "Carey"                          | 3:02   | Blue                 | 1971         | Udsendt på single                                                  |
| 7   | "California"                     | 3:50   | Blue                 | 1971         |                                                                    |
| 8   | "You Turn Me on I'm Your Radio"  | 2:39   | For the Roses        | 1972         | Udsendt på single                                                  |
| 9   | "Raised on Robbery"              | 3:05   | Court and Spark      | 1974         | Udsendt på single                                                  |
| 10  | "Help Me"                        | 3:22   | Court and Spark      | 1974         | Udsendt på single                                                  |
| 11  | "Free Man in Paris"              | 3:02   | Court and Spark      | 1974         | Udsendt på single                                                  |
| 12  | "River"                          | 4:04   | Blue                 | 1971         |                                                                    |
| 13  | "Chinese Café/ Unchained Melody" | 5:18   | Wild Things Run Fast | 1982         |                                                                    |
| 14  | "Come in from the Cold"          | 7:30   | Night Ride Home      | 1991         |                                                                    |
| 15  | "Both Sides, Now"                | 4:34   | Clouds               | 1969         | Udsendt på single                                                  |

## Cover
På albummets forside er det centrale motiv et fotografi af en vej, hvor man ser parkerede biler længst væk. Foran dem ses en liggende person lidt på skrå, lidt til højre for midten. Personen, der kan være svær at se, kan være Joni Mitchell selv. Hun har spredt arme og ben og ligger, som om hun er død eller i hvert fald slået til jorden. 
Over og under fotoet er en bred hvid kant, bredest for oven, hvor også hendes navn og albummets titel ses, skrevet med maskinskrift, hvor titlen har cirka dobbelt så stor font som navnet. Titlen er endvidere med rød skrift, mens navnet er i sort.